# ヤマブシタケ
ヤマブシタケ（山伏茸、学名：Hericium erinaceus）は、サンゴハリタケ科サンゴハリタケ属に属する食用キノコの一種である。全体が乳白色で、細い針状の突起が無数に垂れ下がり、大きなものでは直径20 cmほどにもなる。

## 名称
日本名の由来は、子実体の外観が、山伏の装束の胸の部分についている梵天（丸い飾り）に似ているためといわれる。
地方名としては「ウサギタケ」や「ハリセンボン」とも呼ばれる。また、鹿児島県の一部では「ジョウコタケ（上戸茸）」の名で呼ばれるが、乾燥したヤマブシタケが水分をよく吸うことに由来しているという。
英語圏ではライオンの鬣キノコ（Lion's Mane Mushroom）、アゴヒゲハリタケ（Bearded Tooth Mushroom あるいは Bearded Tooth Fungus）、ハリネズミタケ（Hedgehog Mushroom）、アゴヒゲハリネズミタケ（Bearded Hedgehog Mushroom）、 ポンポンタケ（pom pom mushroom）などさまざまな名前を持つ。
中国では猴头菇（サルの頭キノコ）と呼ばれている。ベトナムではnấm đầu khỉと呼ばれる。

## 形態
子実体はかさや柄を形成せず、ゆがんだ球塊状をなし、径も高さも8-25 cm程度になる。子実体の上半部は内部に大小の空隙を有する塊状、下半部は太く長い針状突起の集合体であり、全体がほぼ白色であるが次第にクリーム色を呈し、老熟すれば淡黄褐色を帯びるにいたる。個々の針状突起は長さ0.5-6 cm、基部における太さ1-7 mm程度、柔らかくもろい肉質で折れやすい。
胞子紋は白色を呈し、胞子は類球形で無色かつ薄壁、ほとんど平滑、内部にしばしば1個の油滴を含み、ヨウ素溶液で淡灰色 - 暗青灰色に染まる（アミロイド性）。担子器はこん棒状をなし、4個の胞子を生じる。担子器の間には、しばしばグレオシスチジア（粘嚢状体：顕微鏡下で輝いて見える、油滴状の内容物を含んだ薄壁菌糸）が混在している。菌糸の隔壁部にはしばしばかすがい連結を有する。

## 生態
夏の終わりから秋にかけ、クヌギ・クルミ・シイ・ミズナラなどの広葉樹の倒木や立ち枯れ木などの材上に生える。時に、生きた樹木の枝枯れ部などから発生することもある。材の白色腐朽を起こす木材腐朽菌の一種である。

## 分布
日本・中国・ヨーロッパ・北アフリカ・北アメリカをはじめ、広く北半球温帯以北に分布しており、食材としても多くの国で人気がある。

## 利用

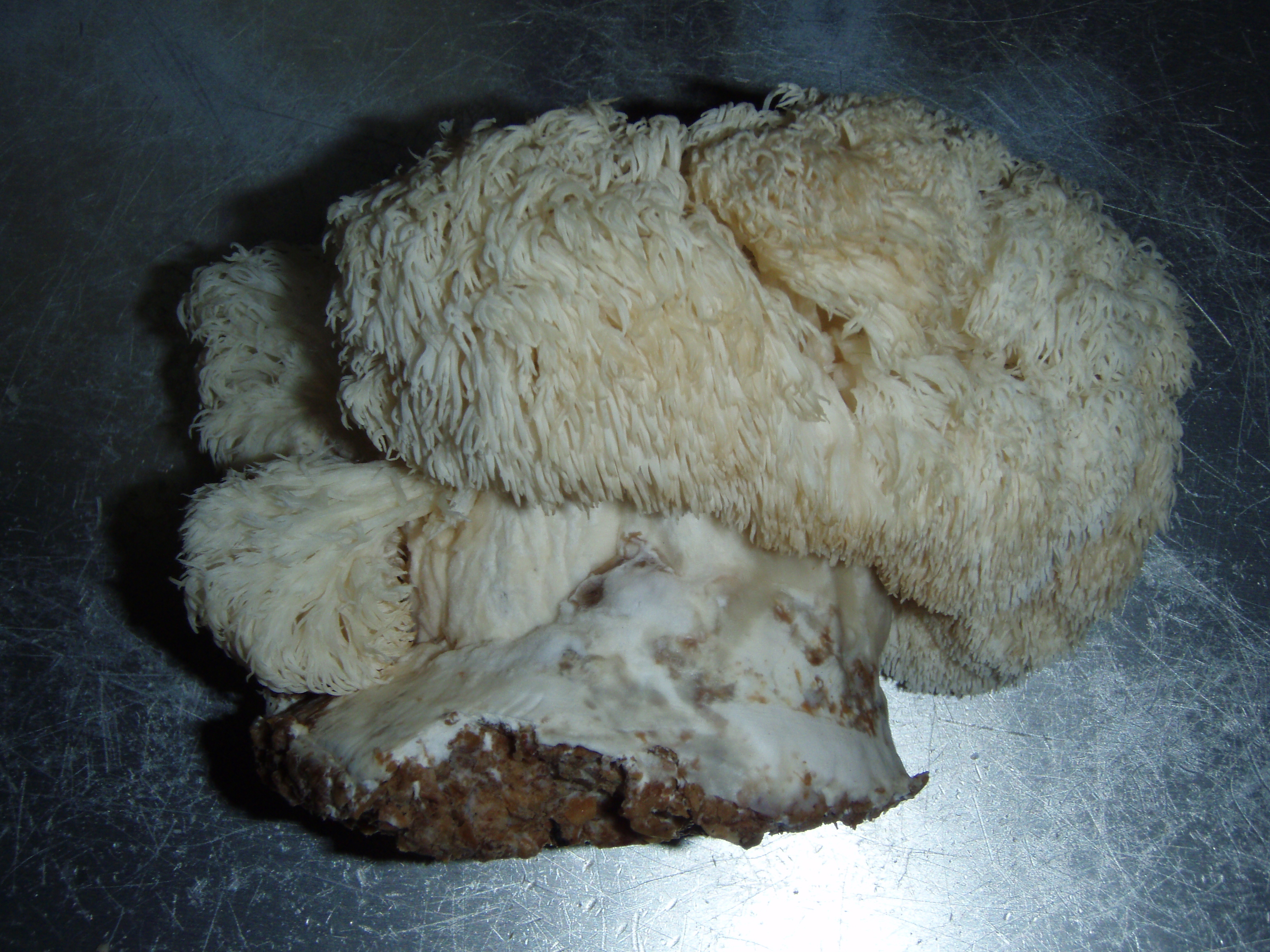
菌床栽培品

天然のほか原木栽培或いは菌床栽培による生産品が流通し、生鮮品あるいは乾燥品が入手できるようになった。栽培に用いる培地の違いや種菌の系統により、生産された子実体の含有成分には差異が生じる。
神経成長因子の生産を促進させる効果を持つ物質、ヘリセノン(hericenone)類縁体、エリナシン(erinacine)類を含有していることから、抗認知症効果や抗腫瘍活性が期待されている。

### 食用として

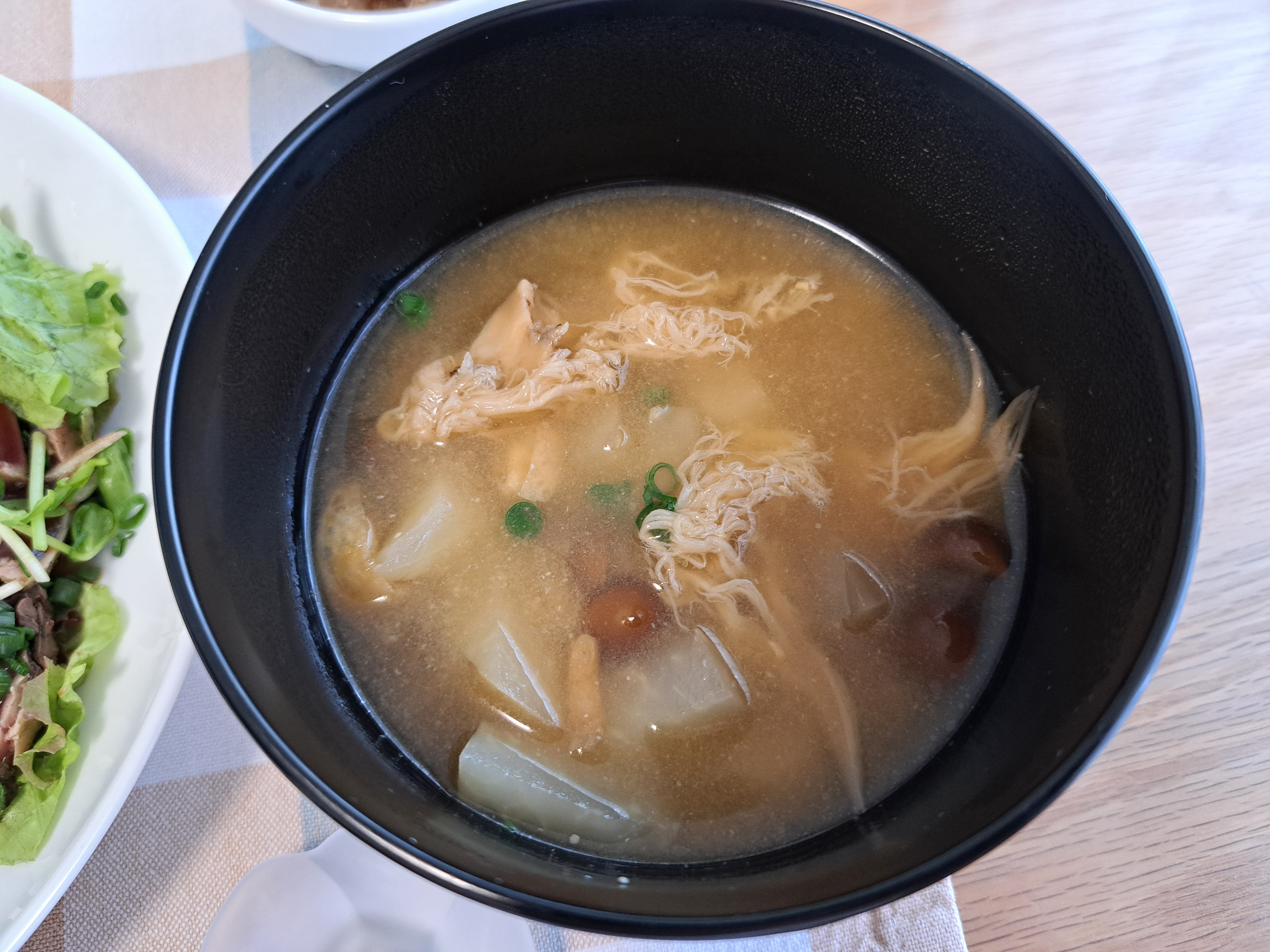
ヤマブシタケのみそ汁

若い子実体は食用に供することができる。やや苦味があるが、淡白で味付けしやすい。サクッとした食感は海鮮類に似ているが、特別な香りや味はないため、スープなどの汁物として味を含ませて用いることが多い。中国では四大山海（他はフカヒレ、ナマコのいりこ、熊の掌）の珍味の一つとされ、宮廷料理用の食材として珍重されたという。

### 薬用として
乾燥したものは生薬としても利用され、“猴頭”の名で呼ばれる。αグルカン、βグルカンなどの多糖類が含まれている。

#### 有効であるとする研究
臨床上で有効であるとする研究結果は、いくつか公表されてはいるが、有効成分の特定・作用機序の解明・他の医薬品との相互作用・人体に対する安全性などに関する研究はいまだ不十分である。また、子実体からの成分の抽出の際に、マイクロ波による加熱を行うと、有効とされる成分が破壊されてしまう可能性があり、成分の抽出方法の有効性も十分に検討がされる必要がある。
- ヤマブシタケに含まれるD-スレイトール（D-threitol）、D-アラビニトール（D-arabinitol）、パルミチン酸などの抗酸化物質は、血液中の脂質量を調整するとともに、血糖値を低減させる効果がある可能性がある[9] 。
- 女性の更年期障害の症状を改善する効果があるが、成分は未解明である[10]。
- マウスによる動物実験で抗腫瘍効果[11]。
- アルツハイマー型の抗認知症効果[10]。

## 類似種
子実体の上半部の上面からも短い針状突起を生じるものを別種として扱い、クマガシラ（Hericium caput-medusae (Fr.) Pers.）と呼ぶ研究者もあるが、ヤマブシタケの一変異形とする意見が強い。また、ヤマブシタケに酷似するが全体に橙黄色を呈するものをハナヤマブシタケ（H. botrytoides S. Ito & Otani）と呼ぶが、これは日本国内で唯一回だけ採集された稀産種であり、タイプ標本の所在も不明であるために、形態・生態についての詳細は明らかにされていない。